# Johannesburg Indoor 1981
Il Johannesburg Indoor 1981 è stato un torneo di tennis giocato sul cemento. È stata la 5ª edizione del torneo, che fa parte del Volvo Grand Prix 1981. Si è giocato a Johannesburg in Sudafrica dal 6 al 13 aprile 1981.

## Campioni

### Singolare maschile
Kevin Curren ha battuto in finale  Bernard Mitton con il punteggio di 6–4 6–4

### Doppio maschile
Bernard Mitton /  Raymond Moore hanno battuto in finale  Shlomo Glickstein /  David Schneider con il punteggio di 7–5, 3–6, 6–1